# Vierkantshoeve

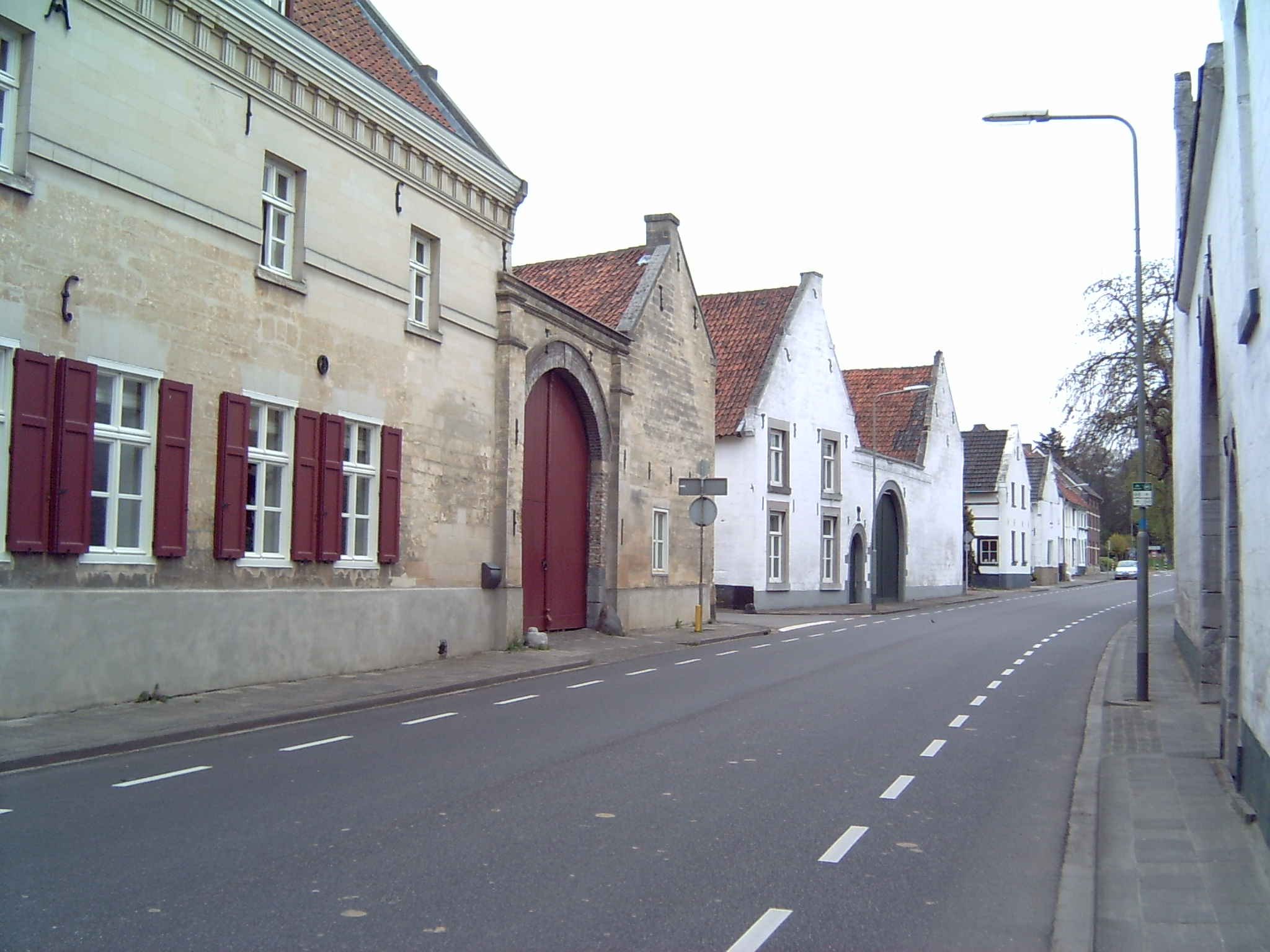
Een reeks carréboerderijen in het rijksbeschermd gezicht Sint Gerlach in Nederlands Zuid-Limburg

Een vierkantshoeve, kwadraathoeve of carréboerderij, ook wel binnenhofboerderíj of gesloten hoeve (Frans: ferme à cour), is een boerderijtype dat onder andere in België, Nederland, Noordwest-Frankrijk, Duitsland, Oostenrijk en Denemarken voorkomt. In Nederland vindt men de meeste carréboerderijen in Zuid-Limburg. Ook in de aangrenzende streken als de stadsregio Aken (onder andere in Würselen) en Belgisch Zuid-Limburg zijn boerderijen van hetzelfde type bewaard gebleven. Ze kenmerken zich hier vooral door het gebruik van vakwerk.
De hoeven van dit type zijn ook elders  te vinden, met name in welvarende landbouwstreken met rijke leem- of lössbodems. In België vinden we ze  in Haspengouw en de Maasvalei, de Brabantse en Henegouwse Leemstreken, alsmede Condroz, in alle gevallen echter met dragende wanden van natuur- of baksteen. Meer naar het zuiden worden de hoeven groter, met als uitschieters de gesloten kasteelhoeven, die vaak een prominente plek in het landschap innemen.
De vierkantshoeve wordt vanwege zijn constructieve vorm tot de Midden-Duitse huisgroep oftewel het Ernhaus gerekend. In Nederland hanteert men ook wel de technische term dwarshuisgroep. Het gaat daarbij om een eenbeukige gebouwen met een dragende buitenwand en een indeling overdwars. Typerend zijn verder de gesloten carrévorm met een inrijpoort in de voor- of poortgevel en de mestvaalt op de binnenplaats. 
De twee- of driebeukige graanschuur van de Limburgse vierkantshoeve behoort tot het type de Vlaamse schuur. Dit type is op zijn beurt nauw verwant met de driebeukige graanschuren van de Belgische vierkantshoeven alsmede met de vrijstaande schuren in het Duitse Nederrijngebied.

## Historische ontwikkeling
In de 19e eeuw werd de vierkante boerderij wel in verband gebracht met de Romeinse villa rustica, maar daarvoor bestaan geen aanwijzingen. 
De oudste voorbeelden van vierkante landgoederen dateren uit de middeleeuwen. De mode om agrarische bedrijfsgebouwen rond een centrale binnenplaats te organiseren, greep echter vooral in de Renaissance (15e en 16e eeuw) snel om zich heen. Dat gebeurde met name bij kloosterbezittingen en adellijke landgoederen. Het aantal grote bedrijven dat door pachters werd beheerd, nam explosief toe.
Behalve status en aanzien bracht de nieuwe bouwwijze ook bescherming tegen plunderende legers. In de oorlogsjaren voorafgaand aan het Twaalfjarig Bestand gingen veel boerderijen in vlammen op. In volksverhalen wordt de gesloten hoeve ook wel in verband gebracht met de roversbenden van de Bokkenrijders, tegen wie men zich zou hebben willen beschermen. 
De ontwikkeling naar de vierkantshoeve begon volgens boerderijenonderzoeker Rob C. Hekker bij de langgevelboerderij, die via de L-vorm en vervolgens de U-vorm tot het uiteindelijke carrévorm evolueerde. De ontwikkeling van dit boerderijtype werd bevorderd door verdere schaalvergroting in de landbouw en de daarmee gepaard gaande behoefte aan meer stallen en schuren die op één plek waren geconcentreerd. Nogal wat gesloten hoeven dateren uit de 17e en 18e eeuw, met name uit perioden van hoogconjunctuur. 
In België zien we in deze periode ook veelvuldig gebruik van ornamenten uit natuursteen, zoals speklagen, friezen, plinten, trapgevels en puntgevels met vervlechtingen. Na 1750 was er sprake van Franse stijlinvloeden, zoals sierelementen van arduin en pleisterwerk. De 19e eeuw kende daarentegen een meer zakelijke stijl.

## Typen vierkantshoeven
In Duitsland en Oostenrijk bestaat het zogenoemde Vierkantshof doorgaans uit vier 'gelijkwaardige' vleugels. In Nederland en België zien we vaker onvolledige carrés, die aan één kant worden omsloten door een blinde muur, een naburig pand of een muur met een inrijpoort. Waar de afsluiting ontbreekt, spreekt men in Noord-Duitsland wel van een Dreiseithof.